# Musée des Beaux-Arts de Nancy

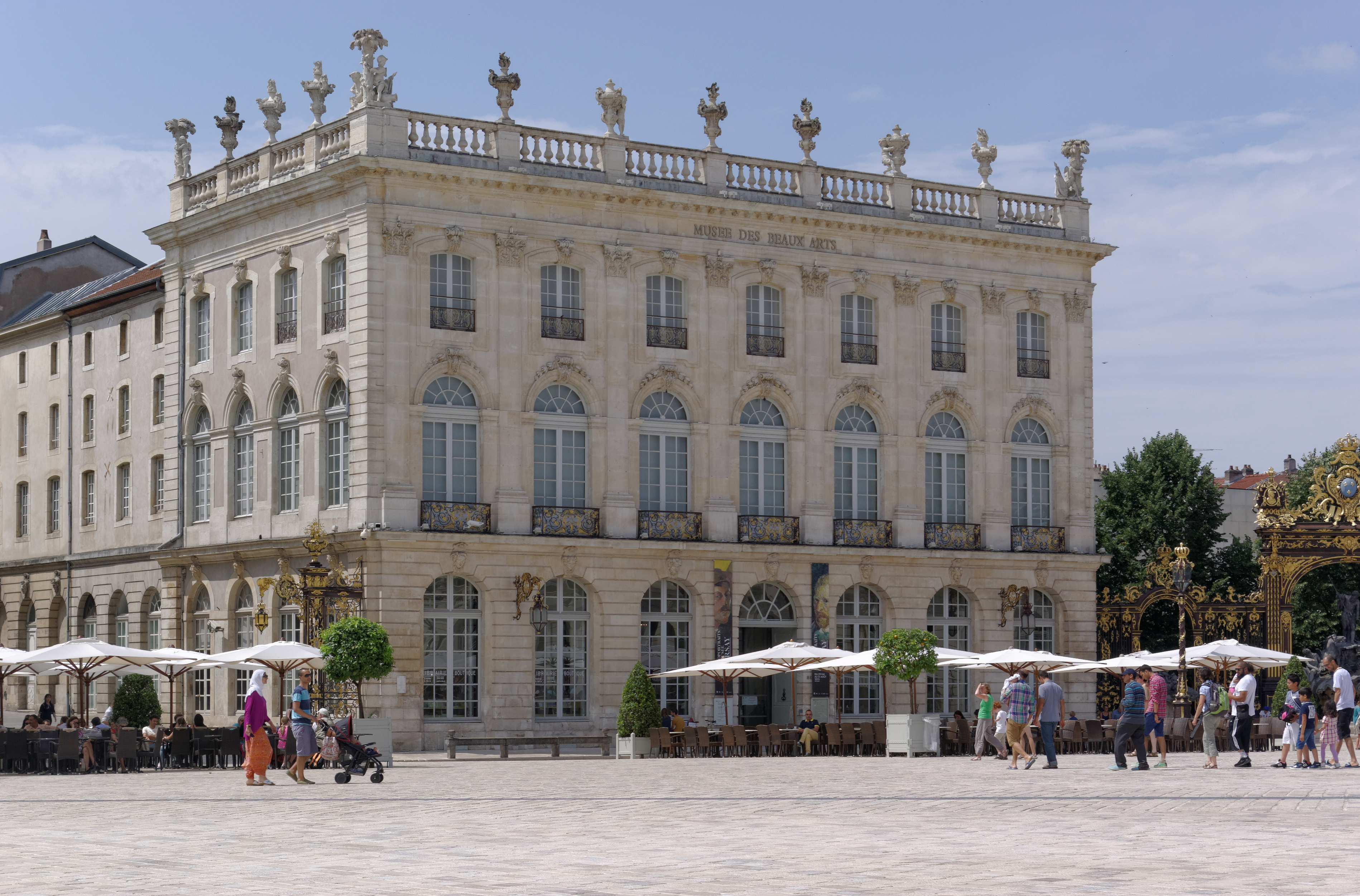
Musée des Beaux-Arts de Nancy, Eingangsfassade an der Place Stanislas

Das Musée des Beaux-Arts de Nancy (deutsch: Museum der Schönen Künste von Nancy) ist ein Kunstmuseum in der lothringischen Stadt Nancy. Das Hauptgebäude des Museums stammt aus dem 18. Jahrhundert und gehört zum städtebaulichen Ensemble des Place Stanislas und ist somit Teil des Weltkulturerbe Place Stanislas, Place de la Carrière und Place d’Alliance. Das Museum beherbergt Kunstwerke vom 14. Jahrhundert bis zur Gegenwart. Schwerpunkte der Sammlung sind französische, italienische und niederländische Gemälde sowie Glasobjekte der École de Nancy.

## Geschichte und Gebäude
Das Museum gehört zu den ältesten Museen Frankreichs. Es wurde 1793 in Folge der Französischen Revolution gegründet. Den Kern der Sammlungen bildeten Kunstwerke aus Beschlagnahmungen von kirchlichem und adeligem Besitz. Hierzu gehörte beispielsweise das Gemälde Die Verkündigung von Caravaggio. Als Museumsgebäude diente zunächst die Kirche Chapelle de la Visitation (heute Chapelle du Lycée Poincaré). Bei der Neustrukturierung der französischen Museen 1801 erhielt das Musée des Beaux-Arts de Nancy aufgrund des Chaptal-Erlass mehrere bedeutende Kunstwerke aus der Sammlung des Pariser Louvre. Ein Beispiel hierfür ist das Gemälde Aurora und Cephalus von François Boucher. 1804 bezog das Museum Räume der Universität Nancy. In diesem Gebäude ist heute die Bibliothèque municipale de Nancy untergebracht. Ein weiterer Umzug folgte 1814 in den Pavillon an der Place Stanislas, in dem sich das Museum heute wieder befindet. Ab 1828 diente jedoch zunächst für mehr als 100 Jahre die erste Etage des Rathauses (Hôtel de ville) der Stadt Nancy als Heimstätte des Museums. Die Sammlungen belegten 1889 10 Säle des Rathauses. Hiervon waren sechs den Gemälden, drei den Skulpturen und ein Saal den Zeichnungen vorbehalten. Für die stetig wachsende Zahl an Kunstwerken waren diese Räume bald nicht mehr ausreichend. Pläne für eine andere räumliche Lösung wurden vor allem durch den Ersten Weltkrieg verzögert und erst 1936 konnte das heutige Museumsgebäude bezogen werden. 
Das Museum befindet sich seit dieser Zeit an der Place Stanislas Nr. 3 in unmittelbarer Nähe zum Apollobrunnen. Der Bau wurde nach Plänen des Architekten Emmanuel Héré im Stil des Klassizismus entworfen und 1755 fertig gestellt. Die Fassade des Museums gleicht denen des benachbarten Pavillon Jacquet und den gegenüberliegenden Gebäuden der Oper und des Grand Hotels. Diese vier Pavillons gehören mit weiteren Gebäuden an der Place Stanislas und den benachbarten Place de la Carrière und Place d’Alliance seit 1983 zum Weltkulturerbe. Das Gebäude Place Stanislas Nr. 3 diente zunächst der medizinischen Hochschule Collège de médecine et de chirurgie. Nach der Zwischennutzung als Museum 1814–1828 zog das Théâtre de la Comédie in das Gebäude ein, das in der Folgezeit auch die Bezeichnung Pavillon de la Comédie trug. 1906 brannte das Gebäude bei einem Feuer bis auf die Grundmauern ab. Für das Theater wurde frühzeitig eine andere Spielstätte gefunden und es begannen langwierige Planungen und Bauvorhaben, um das Gebäude fortan wieder als Museum zu nutzen. Da der Pavillon an der Place Stanislas für die Platzbedarf des Museums nicht ausreichte, wurde unter Leitung der Architekten Jacques und Michel André an der Rückseite ein Anbau errichtet. Seit 1936 beherbergt dieser Gebäudekomplex das Musée des Beaux-Arts de Nancy. 1995 erfolgte unter der Leitung von Laurent Beaudouin eine grundlegende Sanierung des Museums. Bei diesen Arbeiten wurden Fundamente der Befestigungsanlage Bastion d’Haussonville aus dem 15. Jahrhundert freigelegt. Diese Fundamente sind heute für die Besucher im Kellergeschoss sichtbar, wo sich zudem die Sammlung Daum mit Glasobjekten der École de Nancy befindet. Bereits 1935 erhielt die Stadt Nancy von Eugène Corbin eine umfangreiche Sammlung mit mehr als 600 Objekten des Kunsthandwerks der École de Nancy. Diese Jugendstilarbeiten wurden zunächst in den Ausstellungsräumen der Galeries Poirel gezeigt, bevor sie später in das ehemalige Wohnhaus von Corbin umzogen. Wohnhaus und Sammlung Corbin sind seit 1964 als Musée de l’École de Nancy ein eigenständiges Museum.

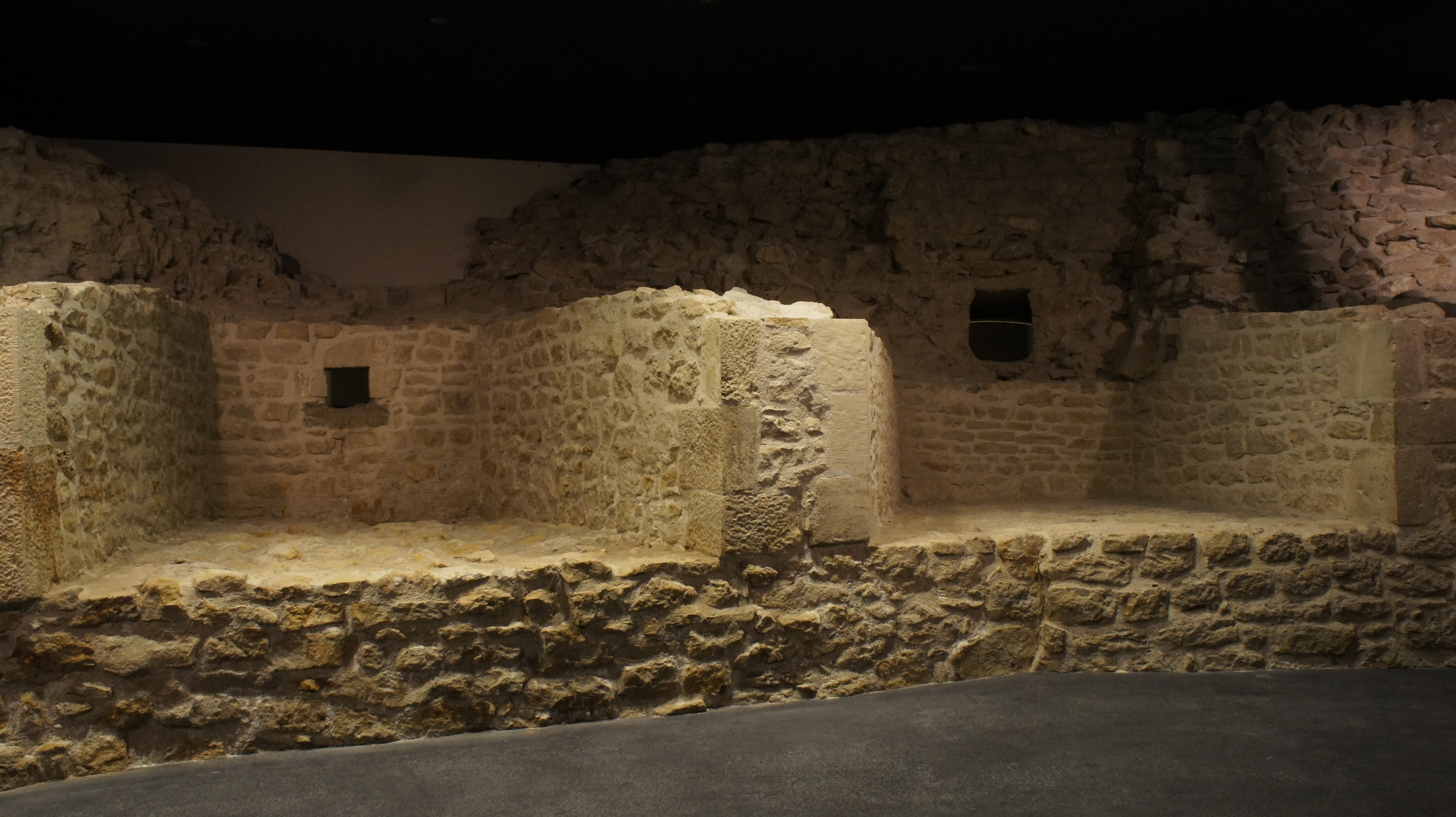
Kellergeschoss mit Fundamenten der Bastion d’Haussonville
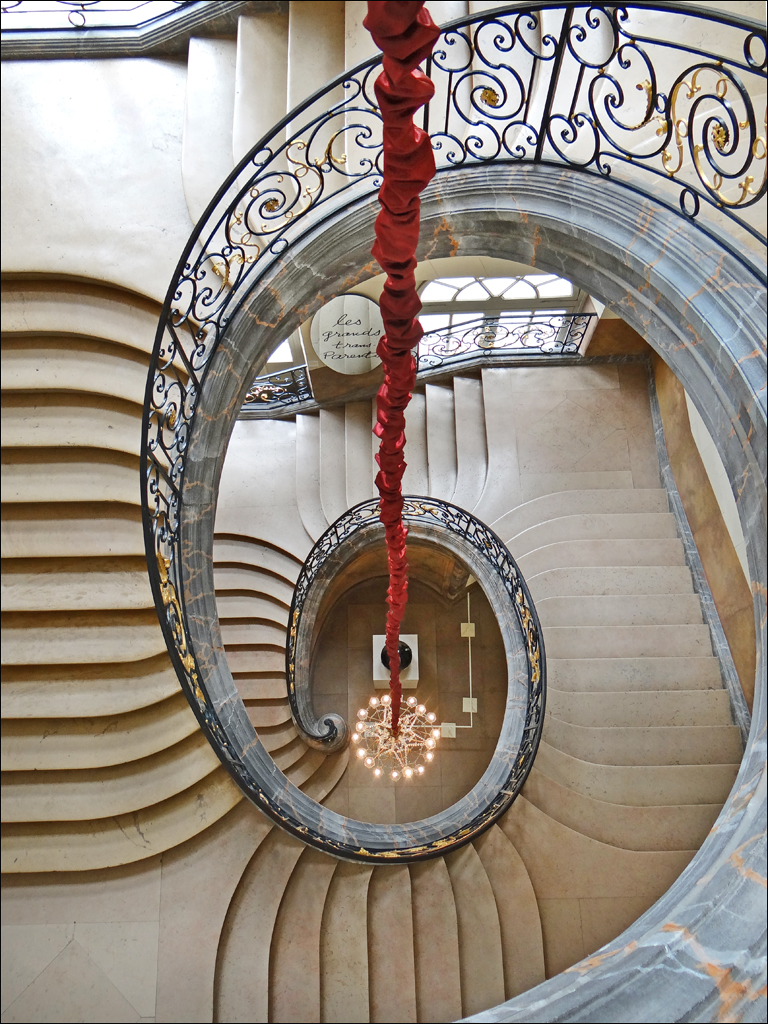
Treppenhaus aus dem 18. Jahrhundert
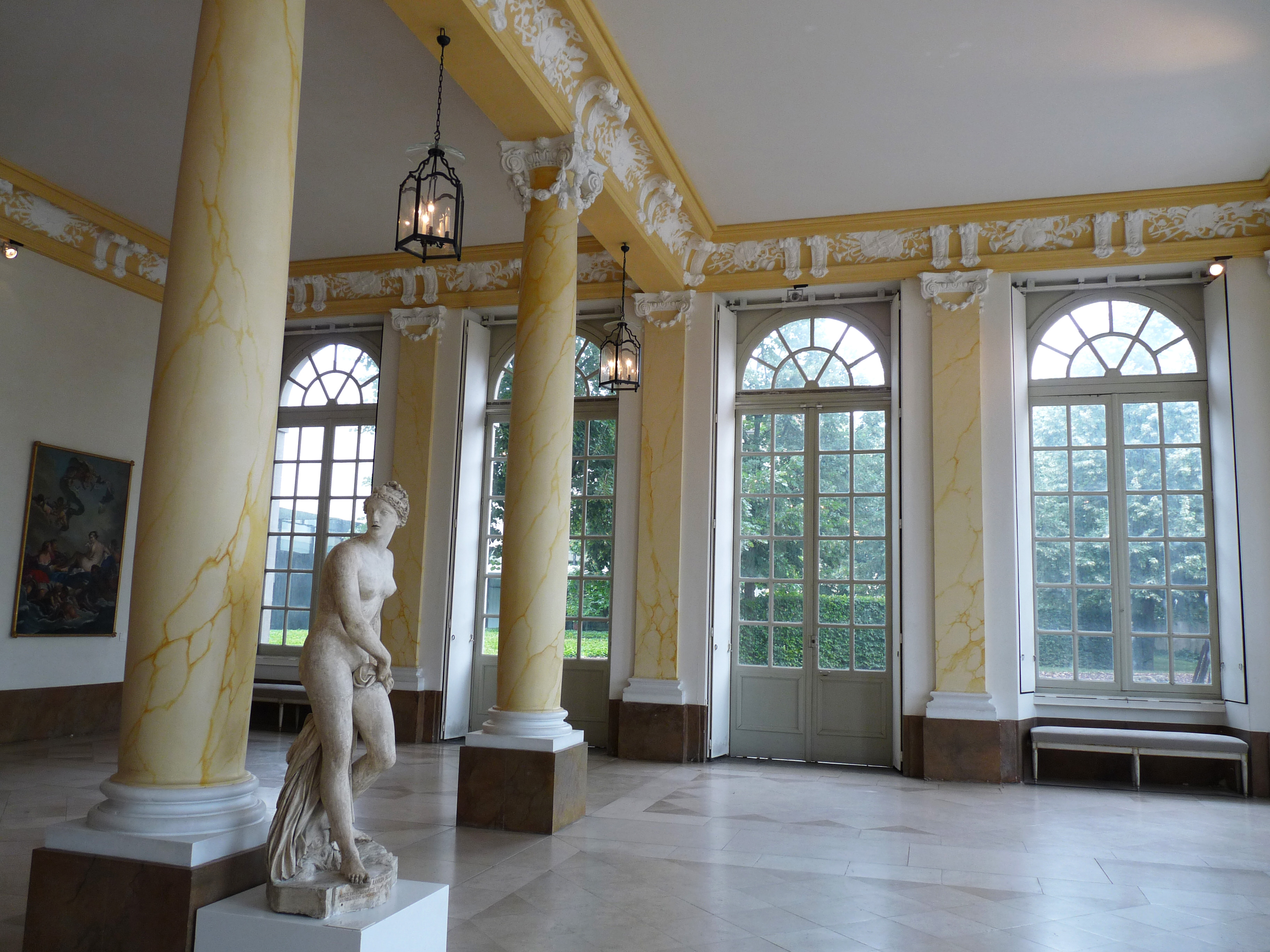
Peristyl
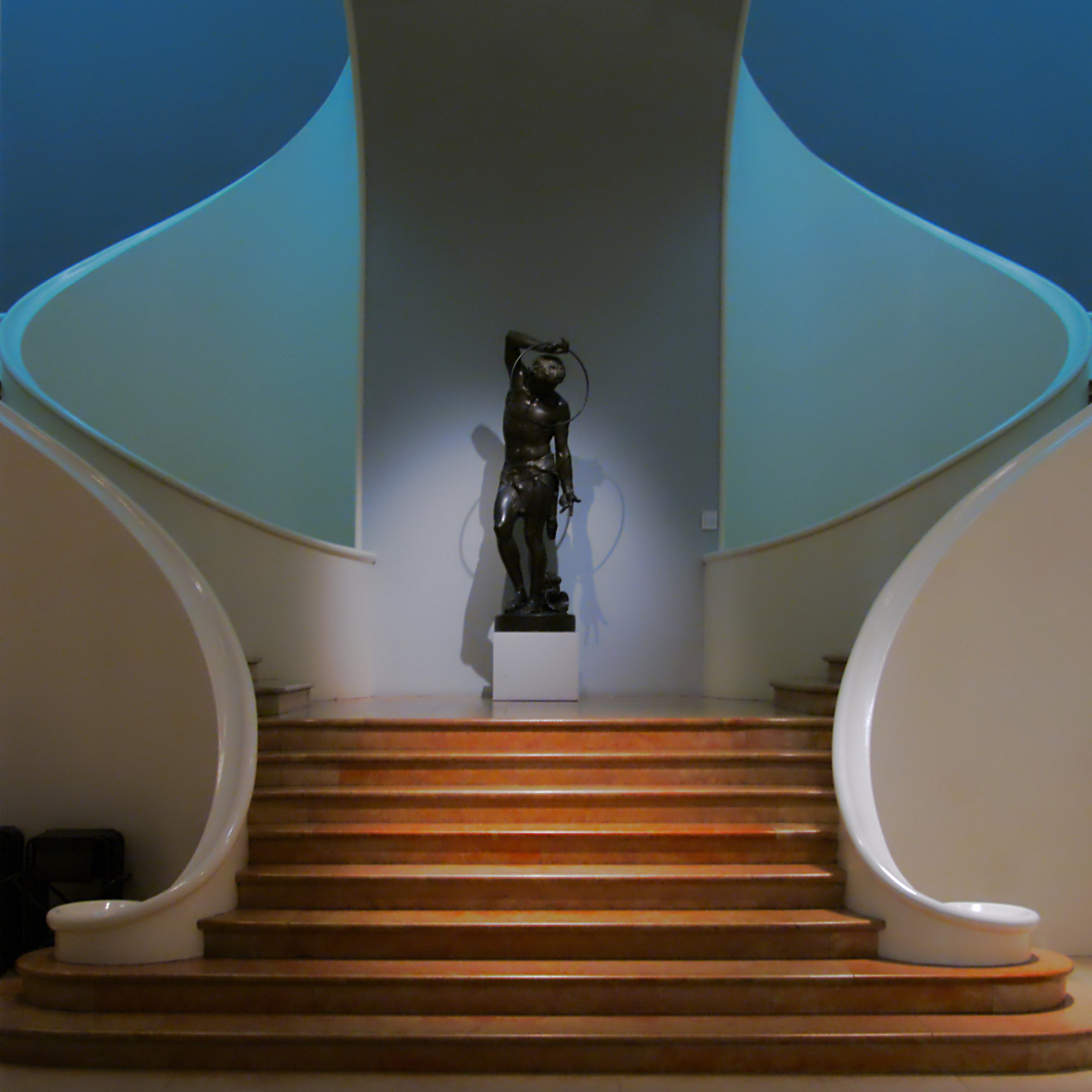
Treppenhaus 1930er Jahre
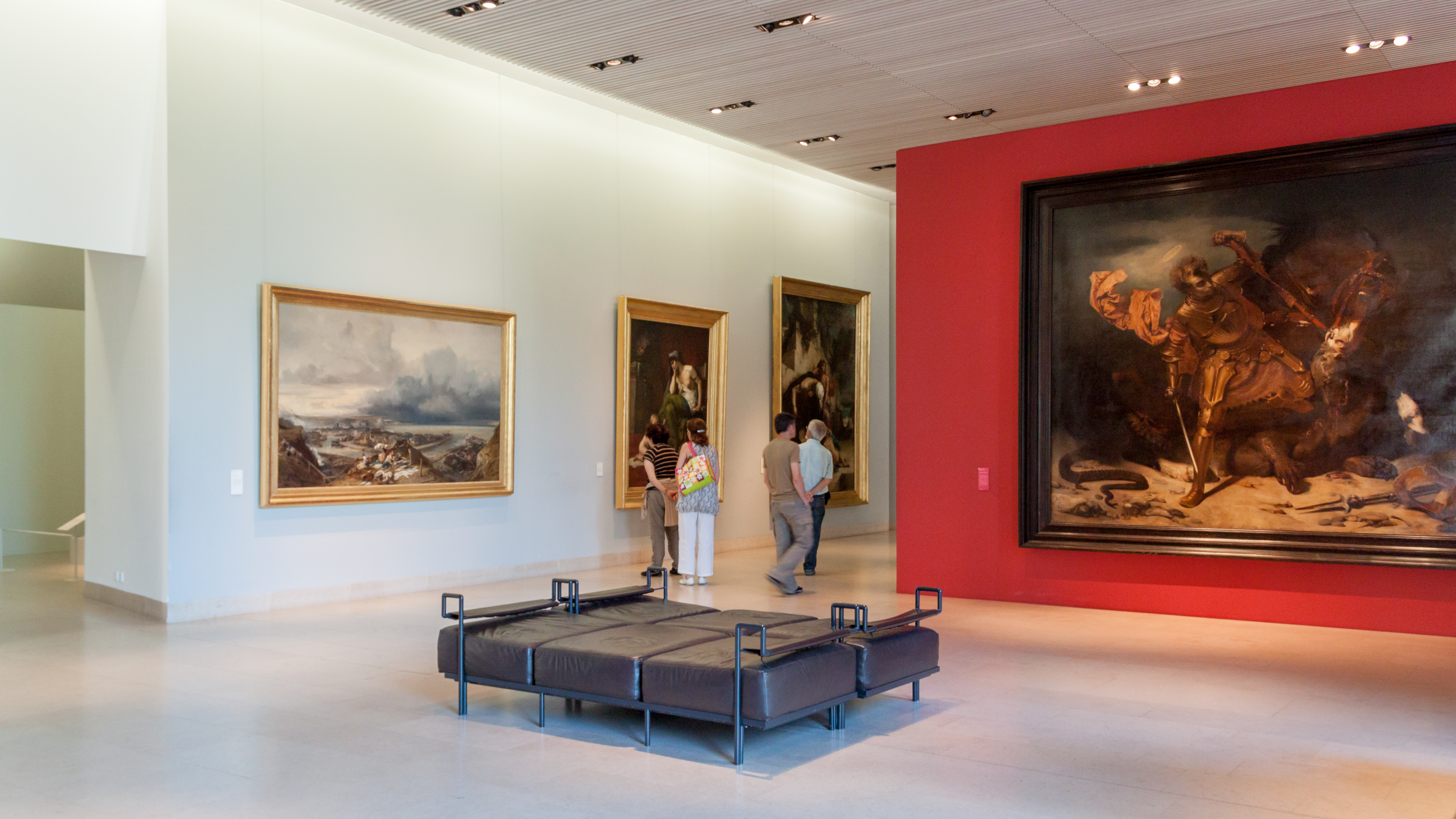
Blick in einen Ausstellungsraum

## Sammlung

### Malerei
Ein Schwerpunkt des Museums ist die Gemäldesammlung. Zahlreiche Bilder des 14. bis 18. Jahrhunderts stammen aus vormals kirchlichem Besitz und zeigen biblische Motive. So finden sich bei den altitalienischen Malern eine Madonna mit Kind von Perugino, Die Beweinung Christi von Jacopo Tintoretto, die Verkündigung Caravaggio, die Taufe von Christus von Jusepe de Ribera und Der auferstandene Christus von Guido Reni. Zudem gibt es das Bild Sibylle von Tibur kündigt Augustus die Geburt Christi an von Pietro da Cortona und eine Bekehrung des Paulus von Luca Giordano. Weltliche Motive finden sich in einem Landschaftsbild von Alessandro Magnasco. Darüber hinaus besitzt das Museum ein Männerporträt Nonchalance von Giovanni Battista Piazzetta.
Auch im Bereich der niederländischen und flämischen Malerei dominieren Bilder mit biblischen Motiven. Hier gibt es die Gemälde Die Verklärung des Herrn und Jonas wird ins Meer geworfen von Peter Paul Rubens, Jesus vertreibt die Händler aus dem Tempel von Jan van Hemessen, Predigt Johannes des Täufers von Abraham Bloemaert, Sterbender Christus von Jan Lievens und Noli me tangere von Jan Brueghel dem Jüngeren. Ein mythologisches Thema zeigt Die Hochzeit von Peleus und Thetis von Joachim Wtewael. Darüber hinaus gibt es Genrebilder wie Die Wahrsagerin von David Teniers dem Jüngeren oder Bildnismalerei wie Köpfe alter Frauen von Jacob Jordaens und ein Männerporträt von Nicolaes Maes. Weitere Bilder aus diesem Bereich sind Landschaft mit Wildbach von Joos de Momper oder Stillleben mit Fischen von Jacob van Es.

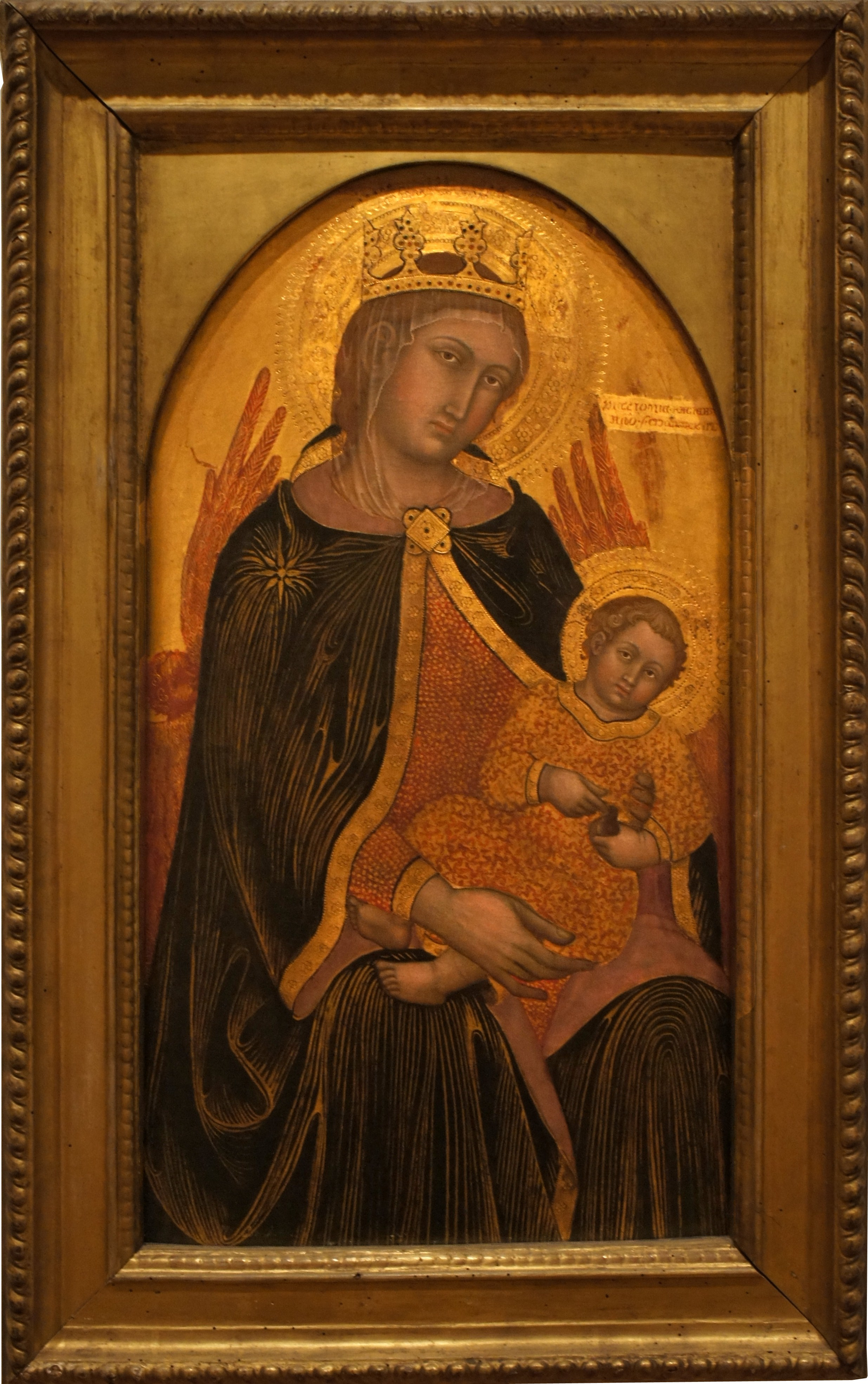
Taddeo di Bartolo: Jungfrau mit Kind
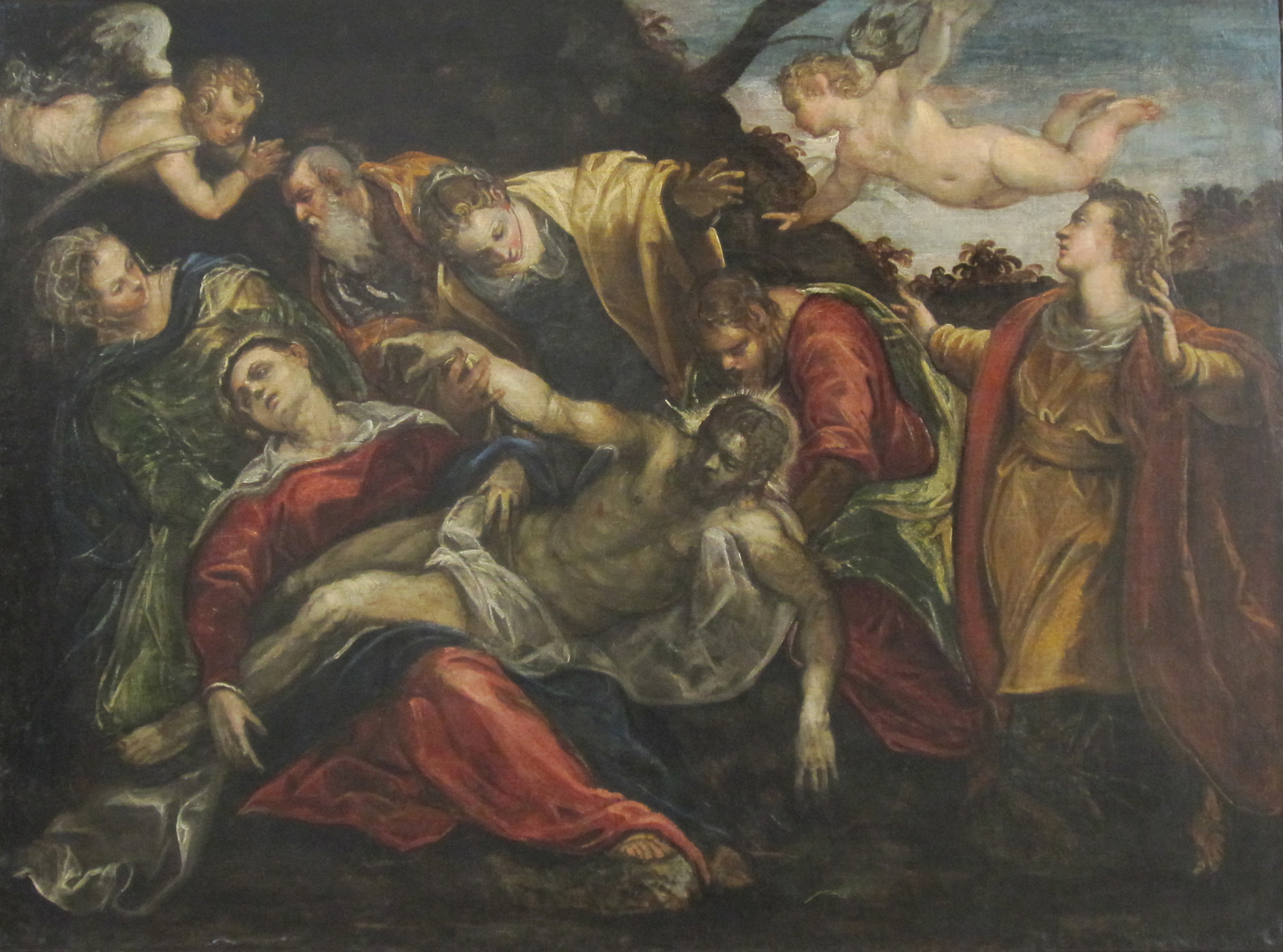
Jacopo Tintoretto: Die Beweinung Christi
Caravaggio: Verkündigung
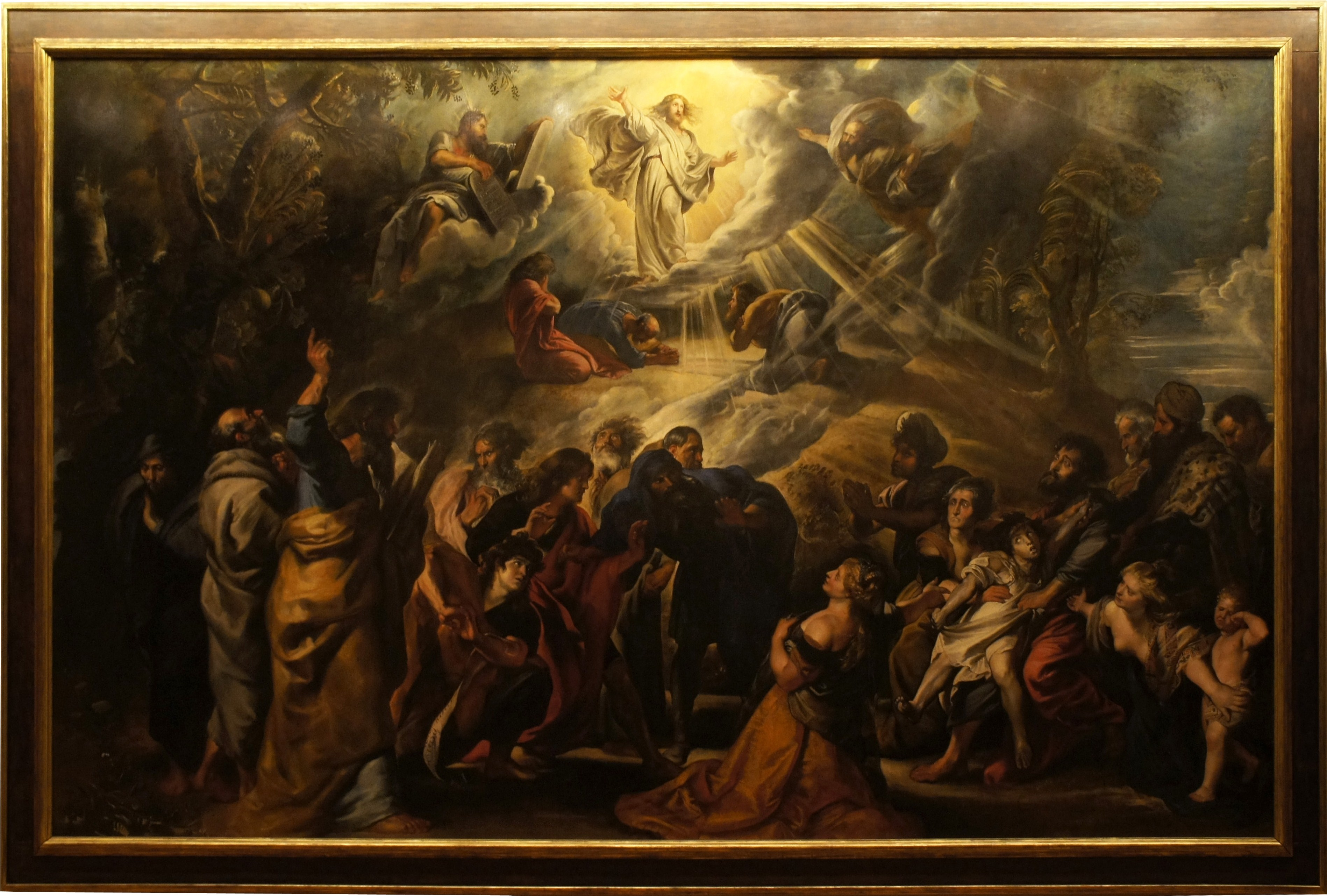
Peter Paul Rubens: Die Verklärung des Herrn
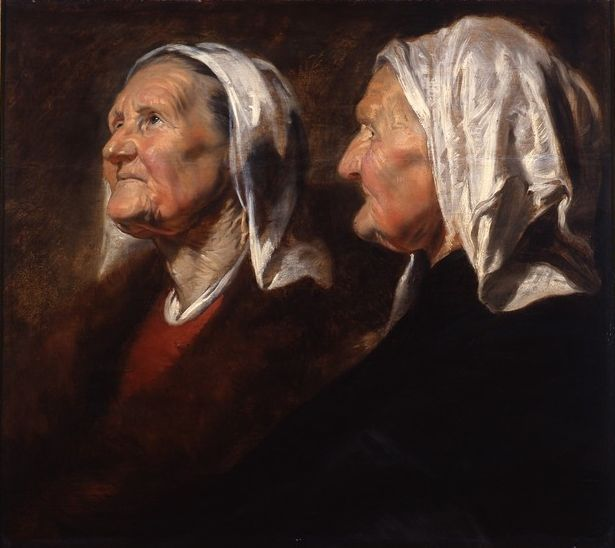
Jacob Jordaens: Köpfe alter Frauen

Besonders umfangreich ist die Sammlung französischer Gemälde. Mit mehreren Arbeiten ist Simon Vouet vertreten, von dem es die Bilder L’'Amour qui se verge, Nymphe essayant und Les flèches de l’Amour im Museum gibt. Hinzu kommen Die Geburt Christi von Noël Coypel, Mariä Himmelfahrt von Charles de La Fosse und eine Jungfrau und Kind von Charles Le Brun. Weitere Werke sind Bacchanale von Jacques Blanchard, La Charité von Philippe de Champaigne, Aurora und Cephalus von François Boucher, Les Repos de Diane von Jean François de Troy und L’Ivresse de Silène von Charles André van Loo. Zudem besitzt das Museum eine Landschaft mit Flötenspieler von Claude Lorrain sowie die Gemälde L’Automne von François Desportes und La Continence de Scipion von François Lemoyne.
Bei den Gemälden aus dem 19. Jahrhundert dominieren die Arbeiten französischer Künstler. Zu sehen sind das Schlachtengemälde La bataille de Nancy von Eugène Delacroix, die Hafenansicht Vue du pont de Dieppe von Eugène Isabey, eine für den Maler typische Italienlandschaft Vue de Tivoli von Jean-Achille Benouville und aus der Schule von Barbizon die Werke La Clairière von Narcisso Virgilio Díaz de la Peña und Bords de Loire von Théodore Rousseau. Daneben gibt es eine Reihe von Frauenporträts wie Ophélie von Jules Bastien-Lepage, Portrait de Zélie von Gustave Courbet und die Bilder Jeune femme et son chien und Portrait de femme von Henri Gervex. Im Bereich des Impressionismus besitzt das Museum das Bildnis der Méry Laurent mit dem Titel Herbst von Édouard Manet und die stimmungsvolle Landschaft Coucher de soleil à Étretat von Claude Monet. 
Im Bereich der modernen Kunst gibt es bedeutende Arbeiten vor allem aus der ersten Hälfte des 20. Jahrhunderts. Zu sehen sind die Pariser Stadtansicht Place Saint-Eleuthére von Maurice Utrillo, das Arbeitermotiv Les batteurs de pieux entre von Maximilien Luce, das Portrait de Germaine Survage  von Amedeo Modigliani oder die Arbeit Port de La Rochelle von Paul Signac im Stil des Pointillismus. Hinzu kommen Werke des Fauvismus wie L’Etang von Maurice de Vlaminck, La Seine au Pont-Neuf, effet de brouillard von Albert Marquet oder La mer à Saint-Adresse von Raoul Dufy. Von der Künstlergruppe Nabis besitzt das Museum die Bilder Le déjeunier des enfants von Pierre Bonnard, Honfleur dans la brune von Félix Vallotton, Le graveur Vallotton dans son atelier von Édouard Vuillard, Paysage breton von Paul Sérusier und Soir florentin von Maurice Denis. Weitere Bilder der Sammlung sind La femme aux bas blancs von Suzanne Valadon oder Portrait de Marguerite Matisse von Henri Matisse.

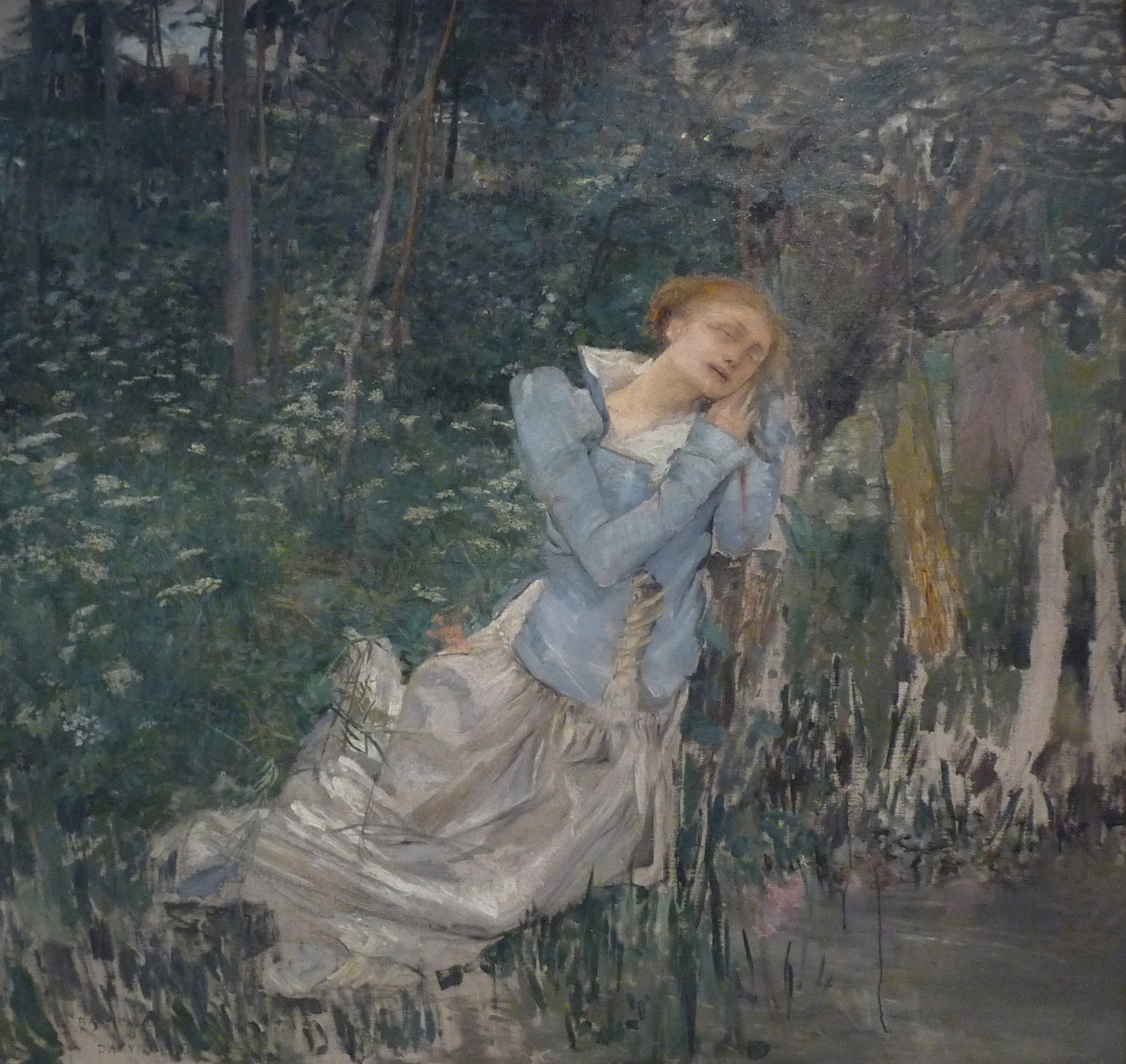
Jules Bastien-Lepage: Ophélie
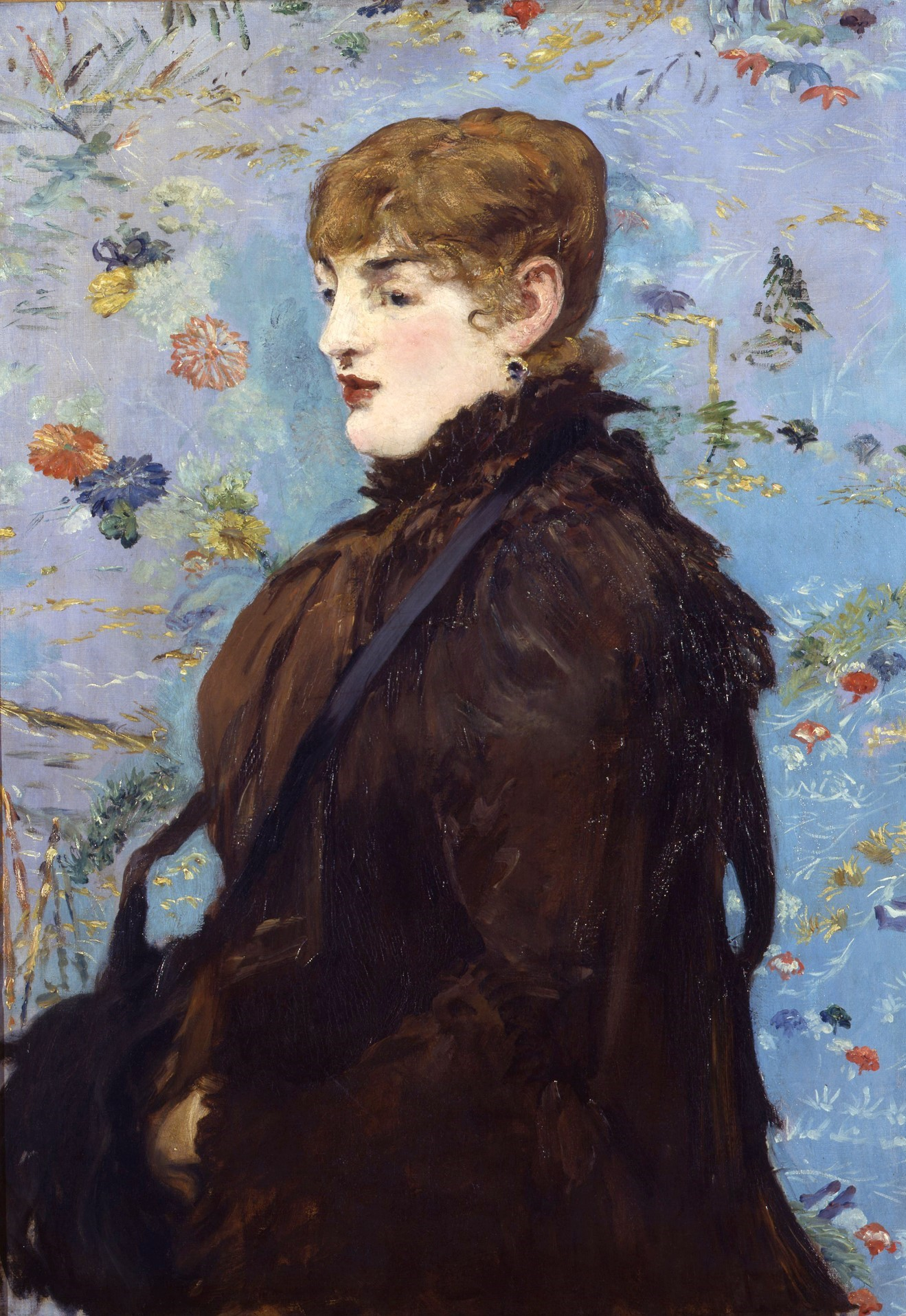
Édouard Manet: Der Herbst
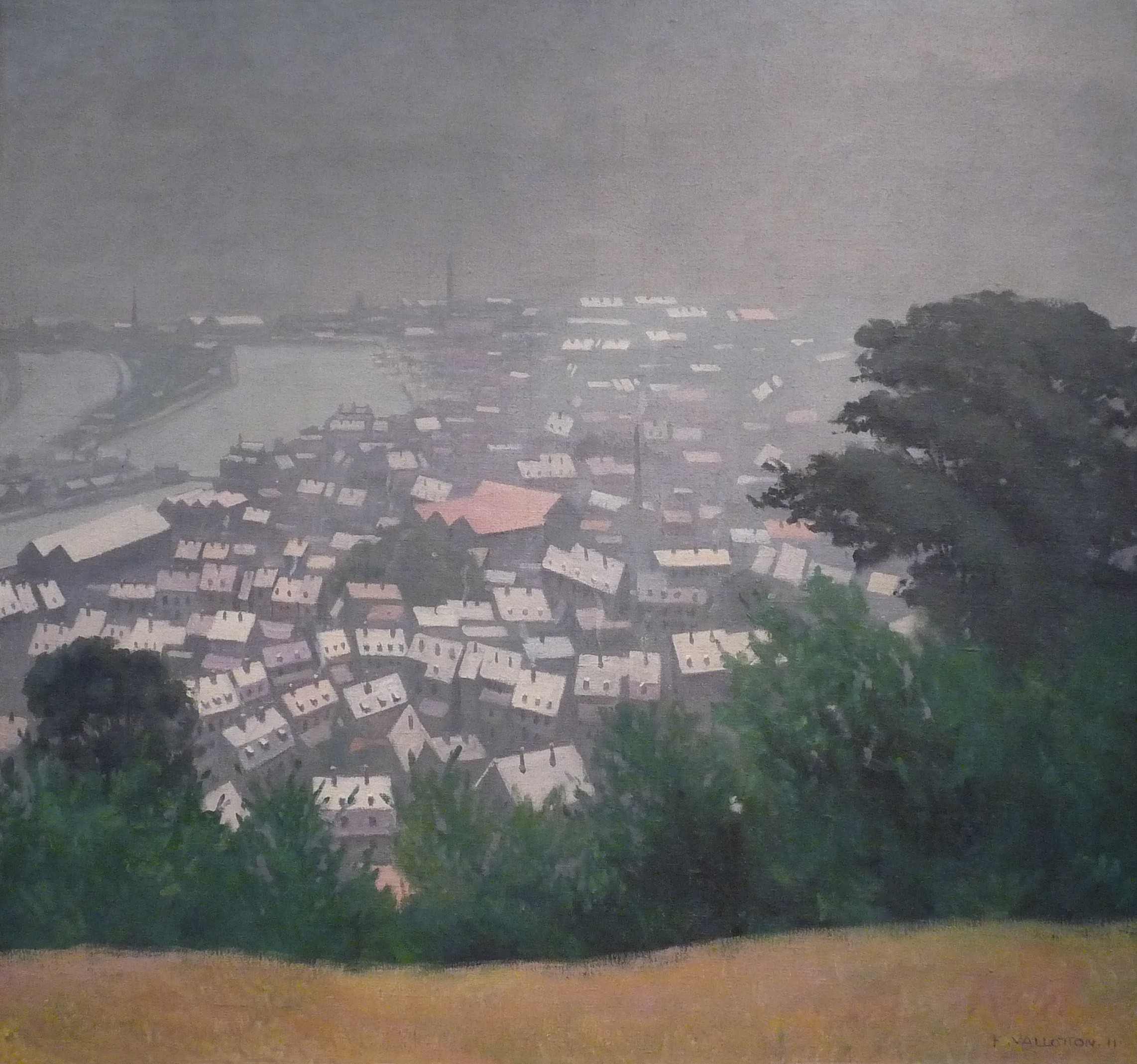
Félix Vallotton: Honfleur dans la brume
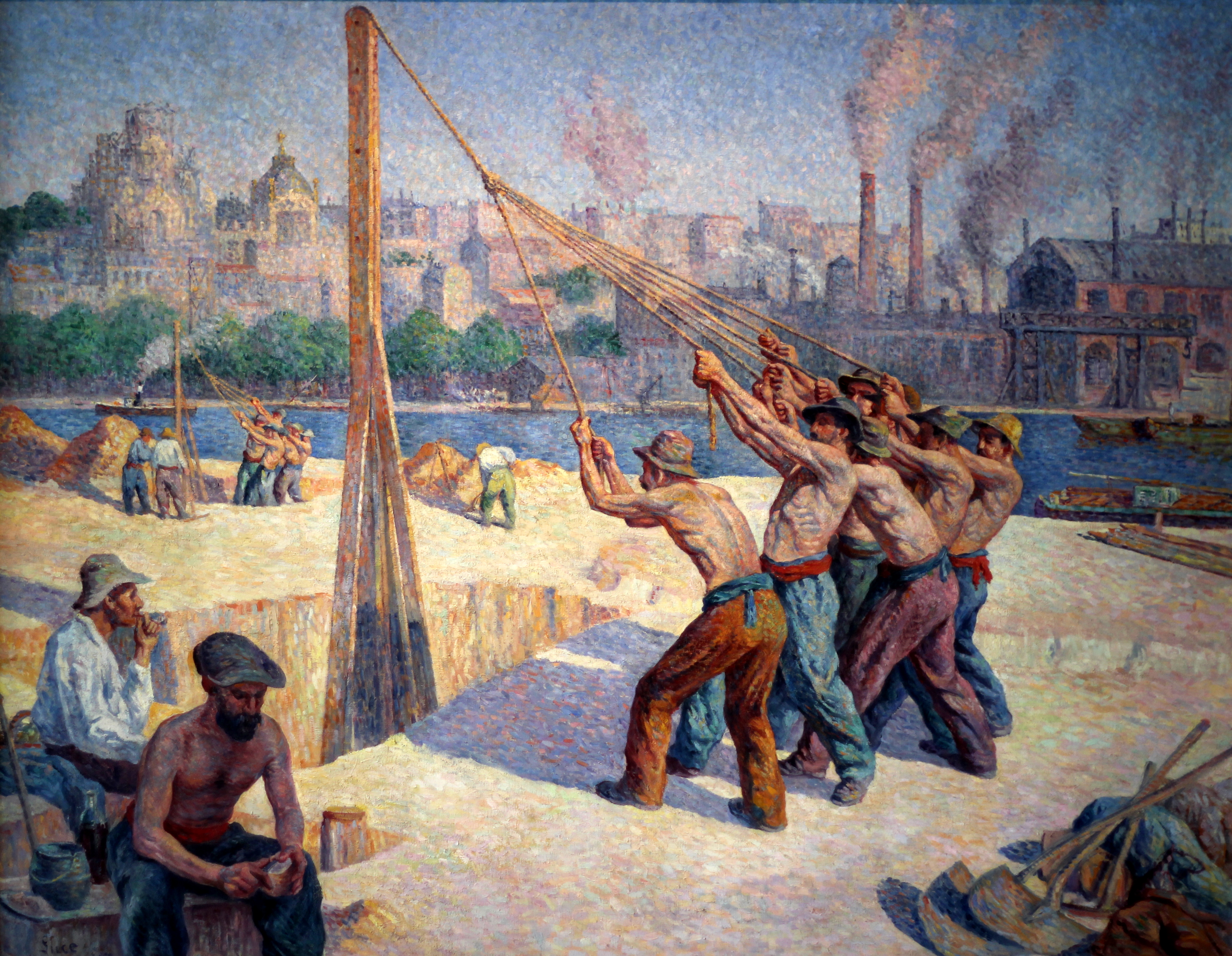
Maximilien Luce: Les batteurs de pieux entre
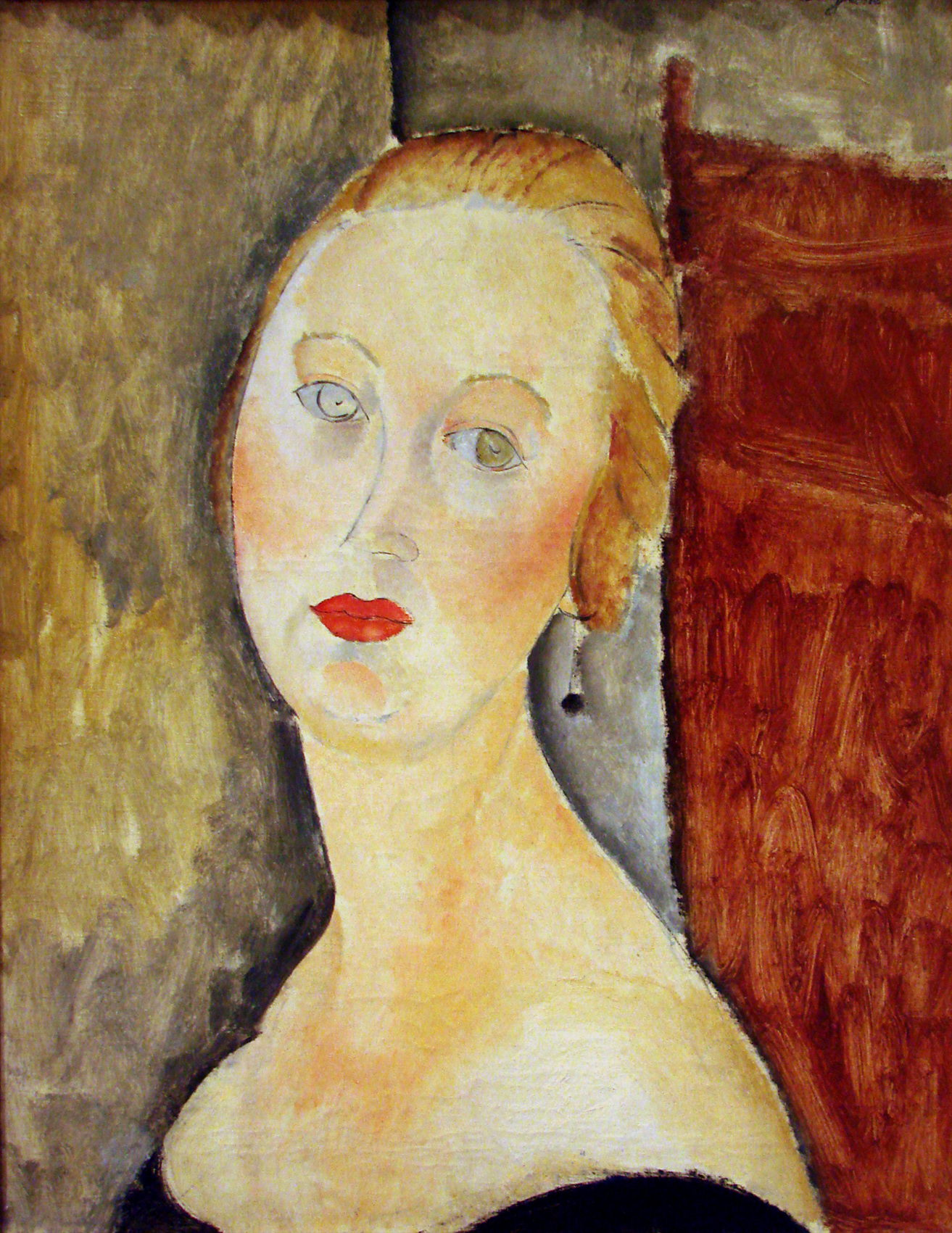
Amedeo Modigliani: Portrait de Germaine Survage

### Skulpturen und Kunsthandwerk
Neben Gemälden und Arbeiten auf Papier besitzt das Museum eine Reihe von Werken der Bildhauerei. Hierzu gehören beispielsweise die Frauenfiguren Femme accroupie von Ossip Zadkine und Grande femme au miroir von Henri Laurens oder die Marmorskulptur Amor und Psyche von Auguste Rodin. Weitere Skulpturen der Sammlung stammen von Künstlern wie Aristide Maillol, Raymond Duchamp-Villon, Jacques Lipchitz und César Baldaccini.
Nancy war zu Beginn des 20. Jahrhunderts ein Zentrum des Jugendstils in Europa. Zahlreiche Gebäude der Stadt sind im Stil des Art nouveau gebaut und mehrere Sammlungen zeigen Exponate des Kunsthandwerks aus dieser Zeit. Die École de Nancy ist besonders für ihre herausragenden Arbeiten aus Glas bekannt. Im Museum gibt es mit der Sammlung von Michel Daum, dem Erbe eines Glasherstellers aus Lothringen, eine umfangreiche Kollektion mit Glasobjekten. Hierzu gehören beispielsweise auch Arbeiten von Émile Gallé. Zudem besitzt das Museum auch einige Möbel aus dieser Zeit, darunter Stücke von Gallé und von Louis Majorelle, die beide in Nancy gewirkt haben.

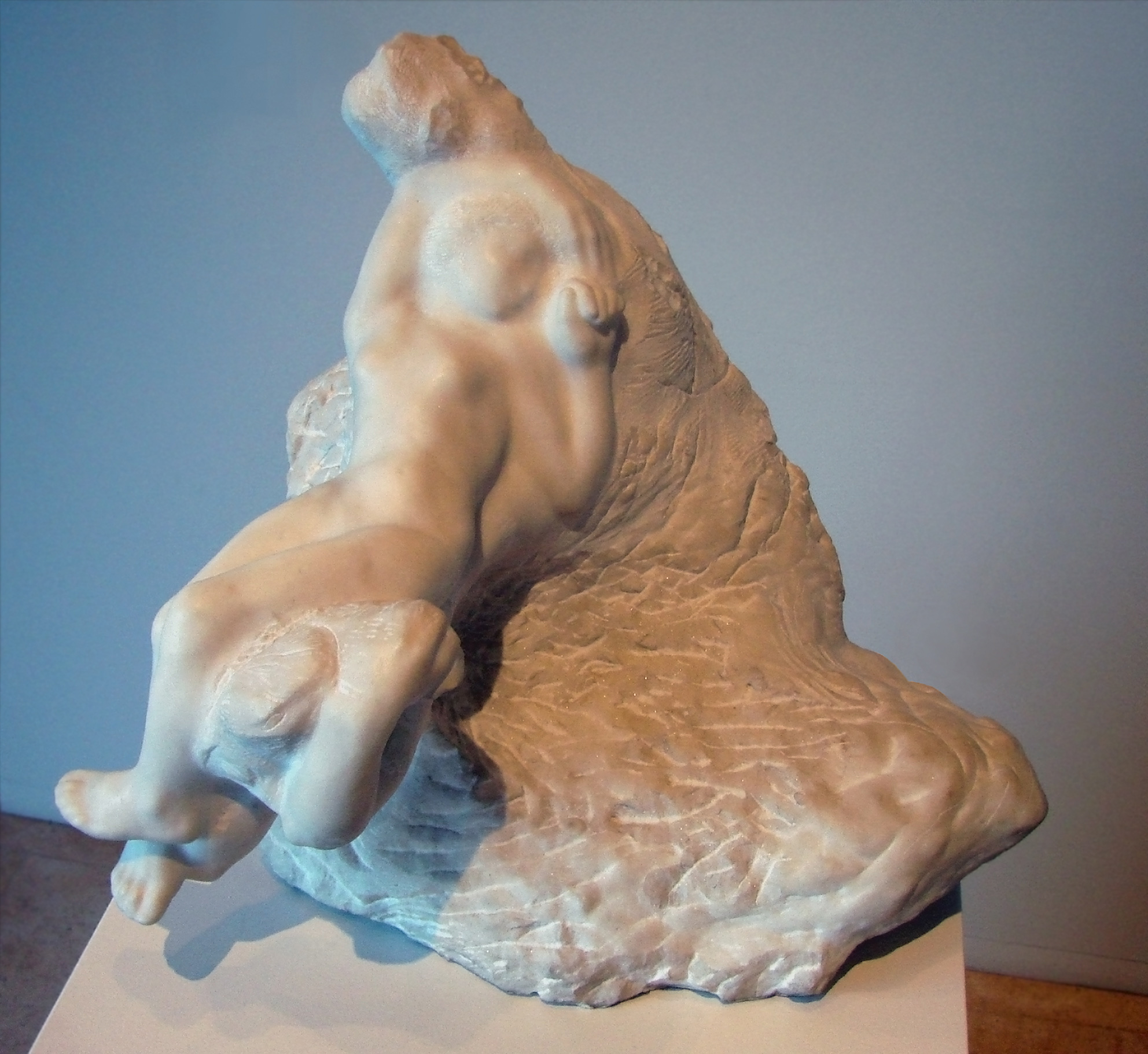
Auguste Rodin: Amor und Psyche
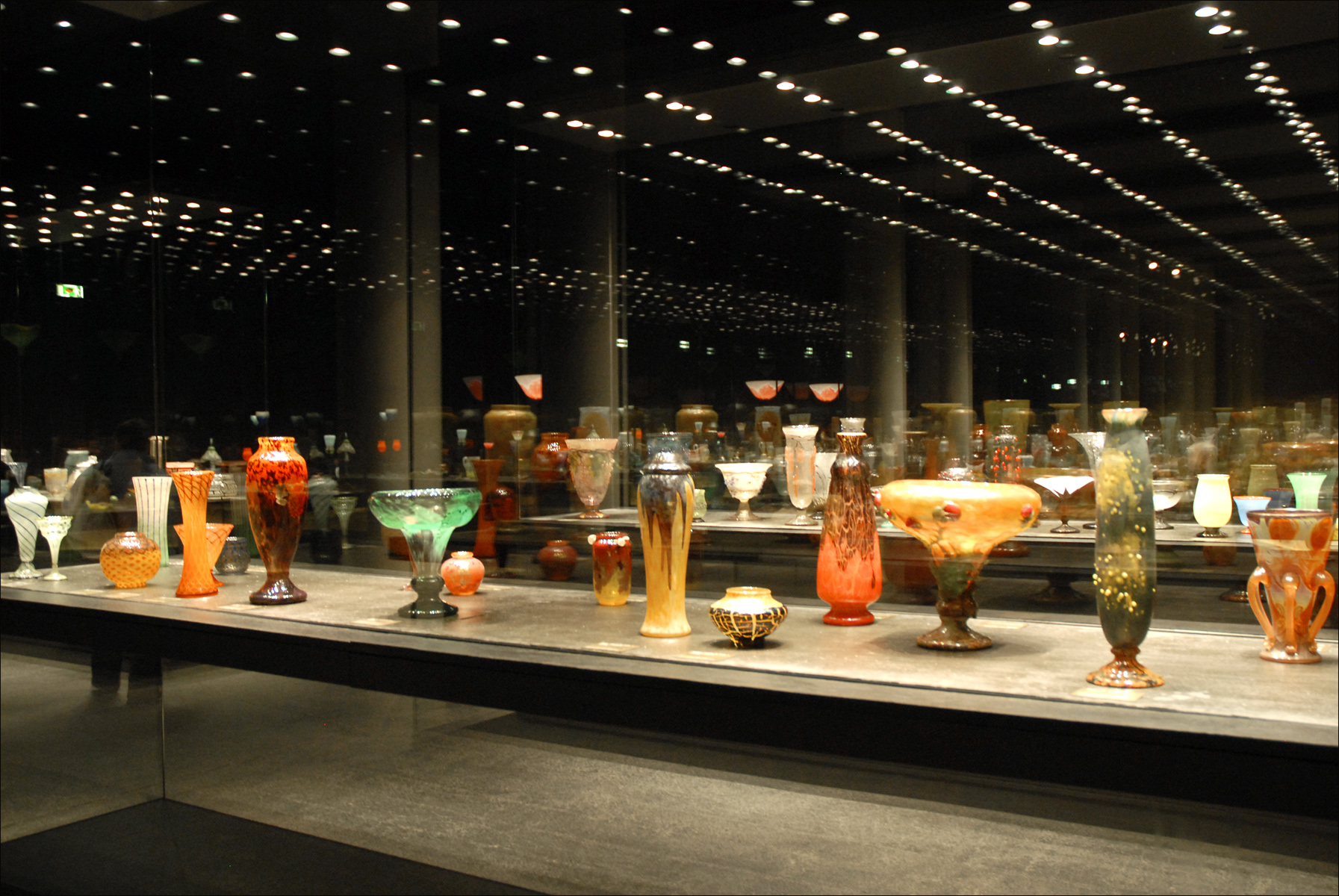
Saal mit der Sammlung Daum
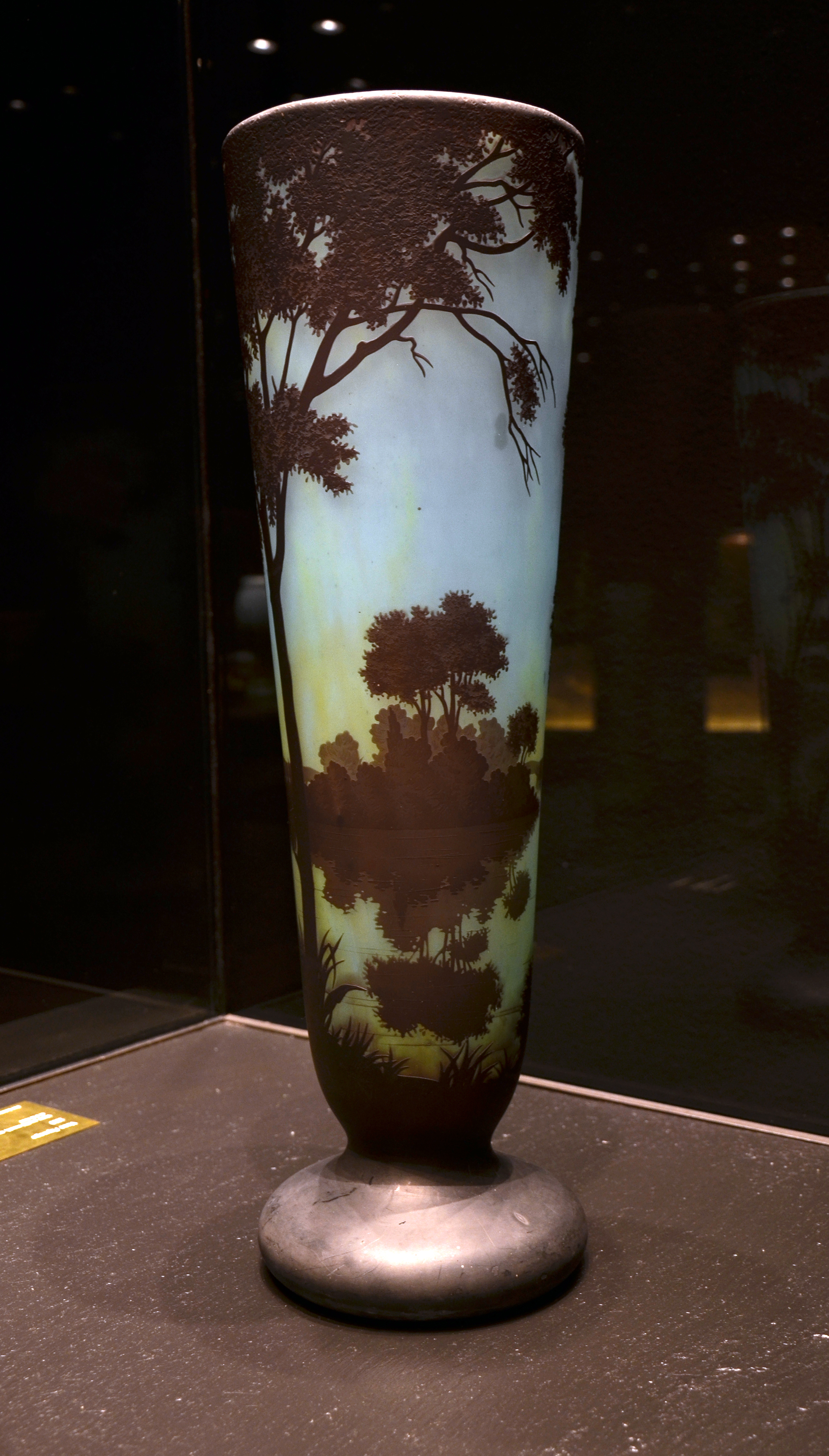
Vase mit Landschaftsmotiv
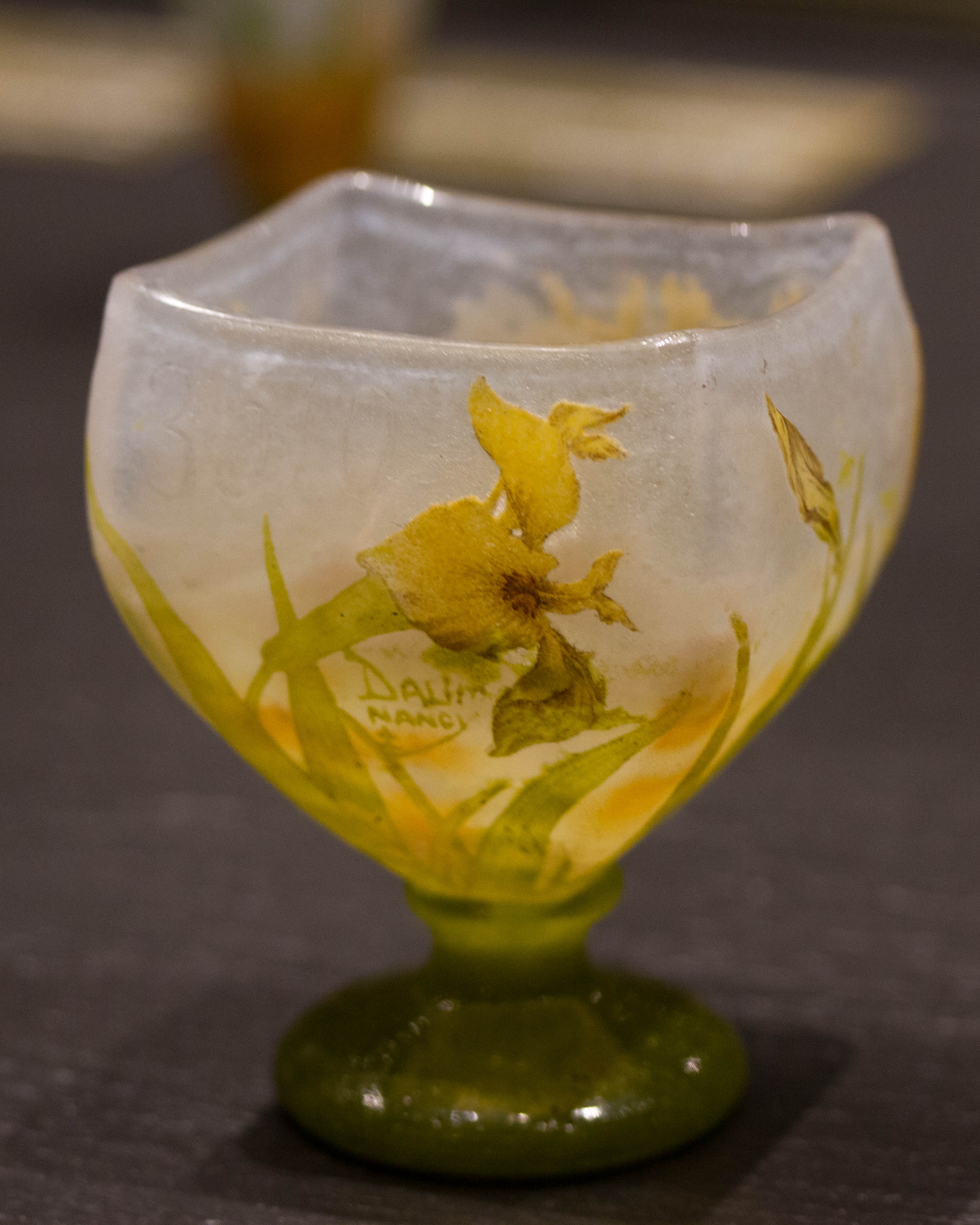
Becher mit Irisblüten
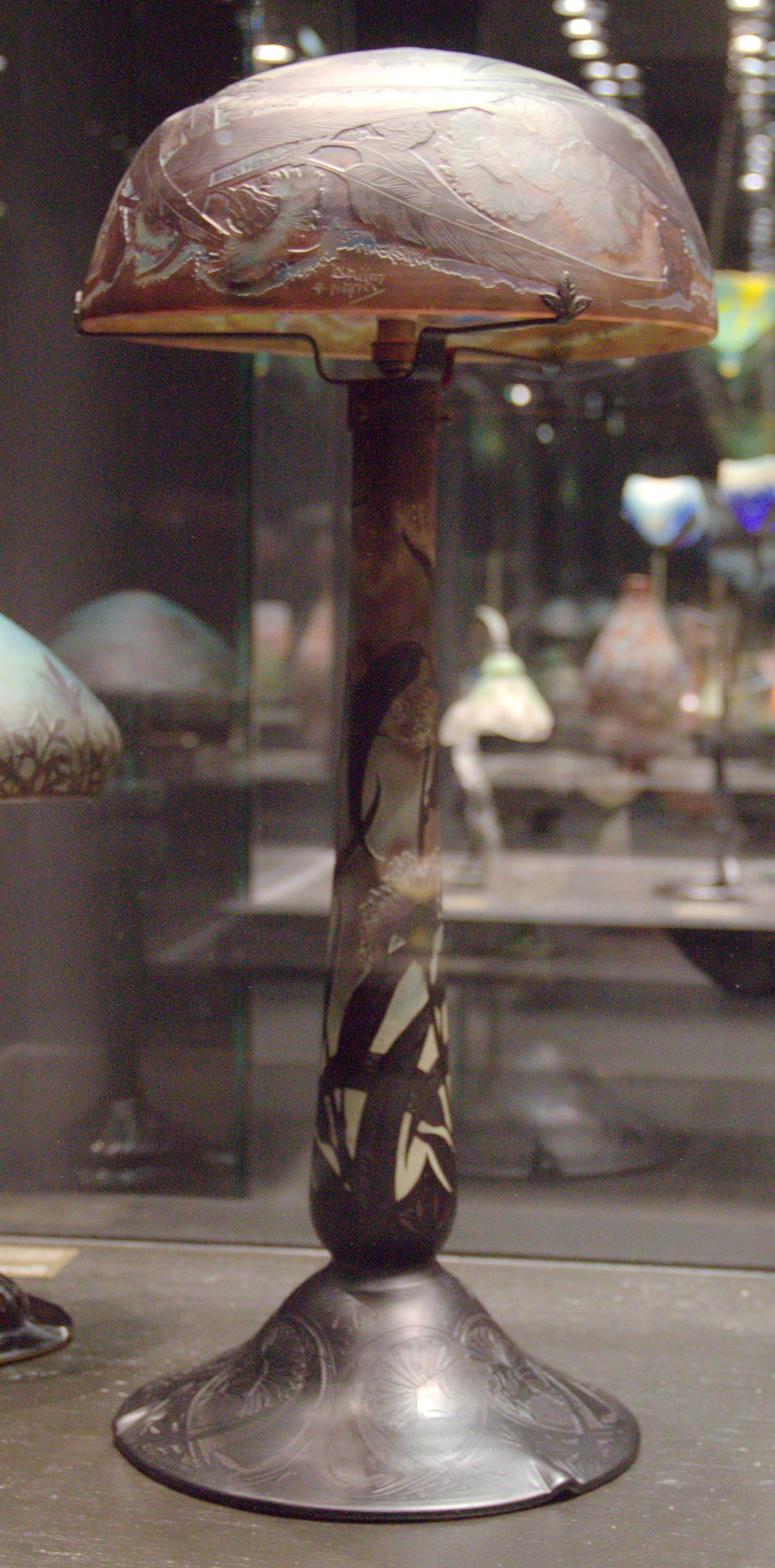
Lampe mit Eucalyptusblättern

### Japanische Kunst
Charles Cartier-Bresson, ein Onkel des Fotografen Henri Cartier-Bresson, war ein begeisterter Sammler von Kunst und Kunsthandwerk aus Japan. Seine Witwe überließ dem Museum 1936 diese mehr als 1.000 Stücke umfassende Sammlung. Hierzu gehören neben Druckgrafik von bekannten Künstlern wie Utagawa Hiroshige, Katsushika Hokusai, Utagawa Kunisada und Kitagawa Utamaro auch Wandschirme, Skulpturen und alte Schwerter. Darüber hinaus trug Cartier-Bresson Alltagsgegenstände wie Keramik und Lackdosen zusammen. Außerdem gibt es die Rüstung eines Samurai und verschiedene Kimonos in dieser Abteilung.

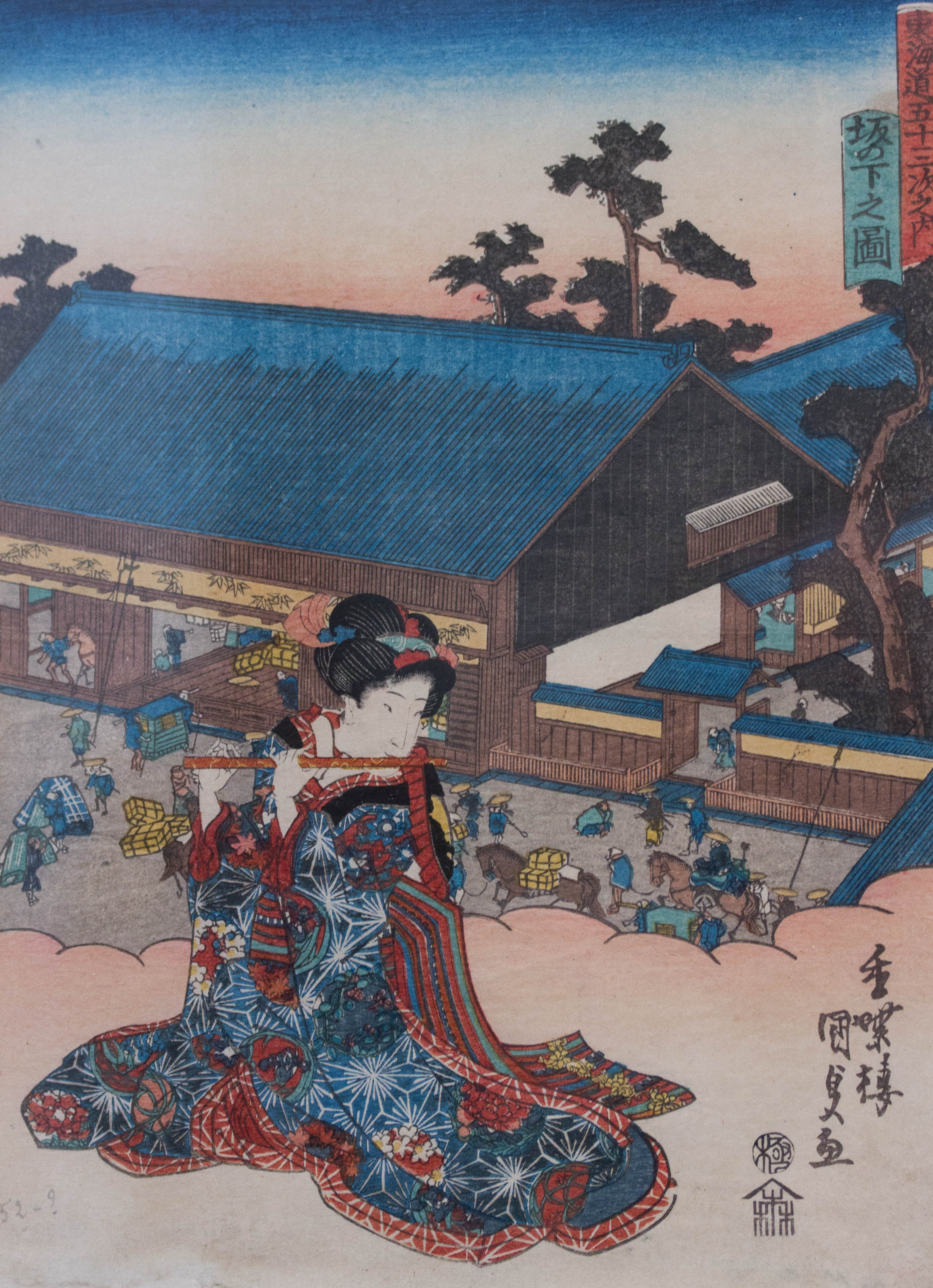
Utagawa Kunisada: 53 Stationen des Tōkaidō - Sakanoshita